# مازراتی مراک

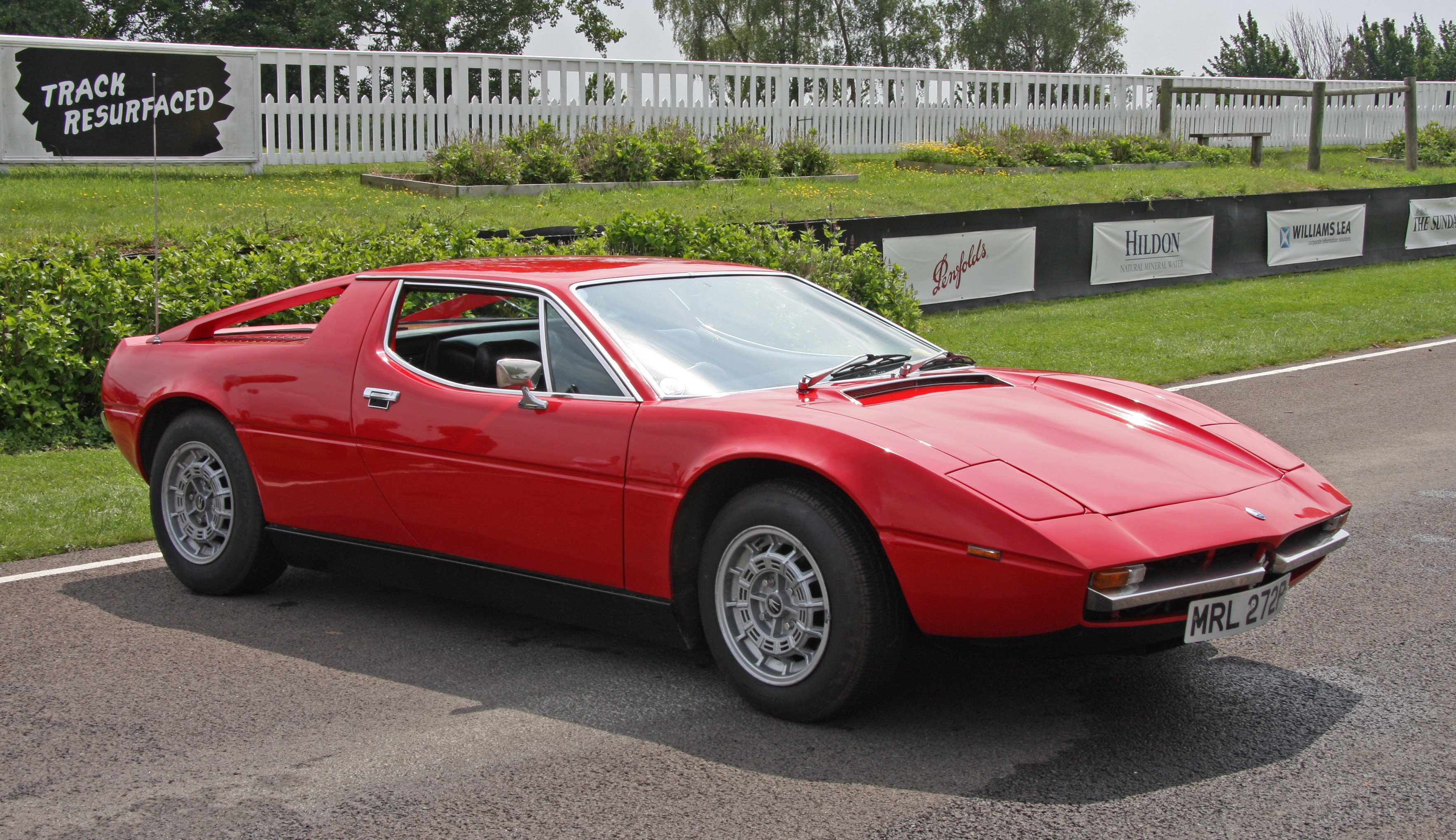

مازراتی مراک (Maserati Merak) خودرویی است که در سال‌های ۱۹۷۲ تا ۱۹۸۲تولید شده‌است.
این خودرو در کلاس خودرو اسپورت قرار گرفته، طراحی آن خودروهای موتور وسط عقب-محور عقب بوده است. 